# Machimus painteri
Machimus painteri är en tvåvingeart som beskrevs av Martin 1975. Machimus painteri ingår i släktet Machimus och familjen rovflugor. Inga underarter finns listade i Catalogue of Life.